# Daily Maverick
Daily Maverick est un quotidien sud-africain en ligne, pure player, fondé en 2009. Il est géré par une société privée indépendante.

## Historique
Le site web Daily Maverick est lancé publiquement fin octobre 2009. Son nom et ses valeurs sont dérivés de ceux de Maverick, un ex-magazine d'affaires sud-africain publié et édité par Branko Brkic de 2005 à 2008, et dont l’équipe de rédaction n’entendait pas renoncer. Reconnu pour son indépendance, il est  influencé par les sites d'information américains tels que Slate, The Daily Beast ou encore The Huffington Post,.
« Il rappelle en partie Slate, un peu Daily Beast, avec une touche de Huffington Post, mais il est entièrement fait maison, servant des nouvelles locales avec des angles frais et des nouvelles internationales avec un éclairage sur leur importance  pour l'Afrique du Sud », indique ainsi Tanya Pampalone du Mail & Guardian, en parlant de ce nouveau média. The Huffington Post a été fondé en 2005, The Daily Beast en 2008, ou, autres exemples, en France cette fois, Rue89 a été fondé en 2007 et Mediapart en 2008. La deuxième moitié des années 2000 est ainsi marqué par l’émergence de sites d'information pure players pionniers, au delà de Slate créé aux Etats-Unis dès 1996 par Michael Kinsley (en). Le porteur initial du projet, Branko Brkic, est persuadé que les lecteurs sud-africains vont progressivement passer du support papier au web, comme aux États-Unis. Ce site n'est pas conçu pour agréger une liste d'articles d'une sélection de médias, mais pour proposer un contenu et des analyses qui lui sont spécifiques.
C’est un entrepreneur passionné de technologie Alan Knott-Craig Jnr (en) qui est le premier investisseur convaincu par ce projet de nouveau média sud-africain.
Pour le journaliste et commentateur sud-africain du monde des médias, Gill Moodie , ce « site d'information et d'analyse réfléchi et de gauche a rapidement trouvé un public et est devenu un élément incontournable de notre paysage médiatique ». En août 2012, l'équipe du site annonce atteindre le chiffre de 200 000 visiteurs uniques par mois, poursuivant la tendance à la hausse constante observée depuis le lancement.
En parallèle, en février 2011, l'équipe du Daily Maverick lance un journal en ligne pour le continent africain Free African Media et, en juin 2011, elle lance le journal iMaverick, sur abonnement, pour iPad dans un premier temps, puis pour Android l’année suivante. Elle lance  également un service d’agence de presse, Newsfire, constituée en entité commerciale distincte, lors de la conférence nationale de l'ANC à Mangaung en décembre 2012. En 2018, Ferial Haffajee devient rédactrice en chef adjoint du site d'information. En août 2020, au plus fort de la pandémie de Covid-19 en Afrique du Sud, l'équipe  du Daily Maverick lance encore un journal imprimé, Daily Maverick 168 ou DM 168.

## Modèle économique
Une des difficultés des pure players est de mettre en place un modèle économique rentable, surtout lorsque le choix est fait d'un contenu   accessible gratuitement aux internautes, sans Paywall. Ce site d'information, Daily Maverick, veut se financer par la publicité. Son modèle de publicité en ligne se caractérise par un affichage publicitaire axé sur une seule grande bannière par page. Elle est clairement séparée du contenu éditorial, doit être visible sans être irritante pour le lecteur.